# Ненад Зімоньїч
Ненад Зімоньїч (серб. Ненад Зимоњић) — сербський тенісист, колишня перша ракетка світу в парній грі, володар восьми титулів Великого шолома — трьох у парному розряді, п'яти в міксті, дворазовий переможець підсумкового турніру року, володар Кубка Девіса в складі збірної Сербії.

## Значні фінали

### Фінали турнірів Великого шолома

#### Пари: 7 (3–4)
| Результат | Рік  | Турнір          | Поверхня | Партнер        | Супротивникиs               | Рахунок                           |
| --------- | ---- | --------------- | -------- | -------------- | --------------------------- | --------------------------------- |
| Поразка   | 2004 | Wimbledon       | Трава    | Юліан Кновле   | Юнас Бйоркман Тодд Вудбрідж | 1–6, 4–6, 6–4, 4–6                |
| Поразка   | 2006 | Wimbledon (2)   | Трава    | Фабріс Санторо | Боб Браян Майк Браян        | 3–6, 6–4, 4–6, 2–6                |
| Поразка   | 2008 | French Open     | Ґрунт    | Деніел Нестор  | Пабло Куевас Луїс Орна      | 2–6, 3–6                          |
| Перемога  | 2008 | Wimbledon       | Трава    | Деніел Нестор  | Юнас Бйоркман Кевін Улльєтт | 7–6(14–12), 6–7(6–8), 6–3, 6–3    |
| Перемога  | 2009 | Wimbledon (2)   | Трава    | Деніел Нестор  | Боб Браян Майк Браян        | 7–6(9–7), 6–7(3–7), 7–6(7–3), 6–3 |
| Поразка   | 2010 | Australian Open | Хард     | Деніел Нестор  | Боб Браян Майк Браян        | 3–6, 7–6(7–5), 3–6                |
| Перемога  | 2010 | French Open     | Ґрунт    | Деніел Нестор  | Лукаш Длоуги Леандер Паес   | 7–5, 6–2                          |

#### Мікст: 10 (5–5)
| Результат | Рік  | Турнір              | Поверхня | Партнер            | Супротивникиs                        | Рахунок               |
| --------- | ---- | ------------------- | -------- | ------------------ | ------------------------------------ | --------------------- |
| Перемога  | 2004 | Australian Open     | Хард     | Олена Бовіна       | Мартіна Навратілова Леандер Паес     | 6–1, 7–6(7–3)         |
| Поразка   | 2005 | US Open             | Хард     | Катарина Среботнік | Даніела Гантухова Магеш Бгупаті      | 4–6, 2–6              |
| Перемога  | 2006 | French Open         | Ґрунт    | Катаріна Среботнік | Олена Лиховцева Деніел Нестор        | 6–3, 6–4              |
| Поразка   | 2007 | French Open         | Ґрунт    | Катаріна Среботнік | Наталі Деші Енді Рам                 | 5–7, 3–6              |
| Перемога  | 2008 | Australian Open (2) | Хард     | Сунь Тяньтянь      | Саня Мірза Магеш Бгупаті             | 7–6(7–4), 6–4         |
| Поразка   | 2008 | French Open (2)     | Ґрунт    | Катаріна Среботнік | Вікторія Азаренко Боб Браян          | 2–6, 6–7(4–7)         |
| Перемога  | 2010 | French Open (2)     | Ґрунт    | Катаріна Среботнік | Ярослава Шведова Юліан Кновле        | 4–6, 7–6(7–5), [11–9] |
| Поразка   | 2011 | French Open (3)     | Ґрунт    | Катаріна Среботнік | Кейсі Деллаква Скотт Ліпскі          | 6–7(6–8), 6–4, [7–10] |
| Поразка   | 2014 | French Open (4)     | Ґрунт    | Юлія Ґерґес        | Анна-Лена Гренефельд Жан-Жульєн Роєр | 6–4, 2–6, [7–10]      |
| Перемога  | 2014 | Wimbledon           | Трава    | Саманта Стосур     | Чжань Хаоцін Макс Мирний             | 6–4, 6–2              |

### Підсуковий турнір року

#### Пари: 3 (2–1)
| Результат | Рік  | Турнір | Поверхня | Партнер       | Супротивники                  | Рахунок                 |
| --------- | ---- | ------ | -------- | ------------- | ----------------------------- | ----------------------- |
| Поразка   | 2005 | Шанхай | Хард (i) | Леандер Паес  | Мікаель Льодра Фабріс Санторо | 7–6(8–6), 3–6, 6–7(4–7) |
| Перемога  | 2008 | Шанхай | Хард (i) | Деніел Нестор | Боб Браян Майк Браян          | 7–6(7–3), 6–2           |
| Перемога  | 2010 | Лондон | Хард (i) | Деніел Нестор | Магеш Бгупаті Макс Мирний     | 7–6(8–6), 6–4           |

## Фінали турнірів ATP

### Парний розряд: 91 (54 титули, 37 поразок)
| Легенда                                                          |
| ---------------------------------------------------------------- |
| Турніри Великого шолома (3–4)                                    |
| Tennis Masters Cup / ATP World Tour Фінали (2–1)                 |
| ATP Masters Series / ATP World Tour Masters 1000 (15–13)         |
| ATP International Series Gold / ATP World Tour 500 Series (17–8) |
| ATP International Series / ATP World Tour 250 Series (17–11)     |

| Титули за покриттям |
| ------------------- |
| Тверде (31–19)      |
| Ґрунт (16–12)       |
| Трава (4–4)         |
| Килим (3–2)         |

| Титули by setting |
| ----------------- |
| Під небом (34–28) |
| У залі (20–9)     |

| Результат | В-П   | Дата     | Турнір                                            | Tier          | Покриття   | Партнер                   | Опоненти                                 | Рахунок                           |
| --------- | ----- | -------- | ------------------------------------------------- | ------------- | ---------- | ------------------------- | ---------------------------------------- | --------------------------------- |
| Поразка   | 0–1   | Лют 1999 | Pacific Coast Championships, US                   | World Series  | Тверде (i) | Александар Кітінов        | Тодд Вудбрідж Марк Вудфорд               | 5–7, 7–6(7–3), 4–6                |
| Перемога  | 1–1   | Тра 1999 | Delray Beach Open, US                             | World Series  | Ґрунт      | Максим Мирний             | Даг Флек Браян Макфі                     | 7–6(7–3), 3–6, 6–3                |
| Перемога  | 2–1   | Бер 2000 | Delray Beach Open, US (2)                         | International | Тверде     | Браян Макфі               | Джошуа Ігл Ендрю Флорент                 | 7–5, 6–4                          |
| Поразка   | 2–2   | Тра 2000 | BMW Open, Німеччина                               | International | Ґрунт      | Мирний Максим Миколайович | Девід Адамс Джон-Лаффньє де Ягер         | 4–6, 4–6                          |
| Перемога  | 3–2   | Жов 2000 | Vienna Open, Австрія                              | Intl. Gold    | Тверде (i) | Євген Кафельников         | Їржі Новак (тенісист) Давід Рікл         | 6–4, 6–4                          |
| Поразка   | 3–3   | Бер 2001 | Dubai Tennis Championships, UAE                   | Intl. Gold    | Тверде     | Деніел Нестор             | Джошуа Ігл Сендон Столл                  | 4–6, 4–6                          |
| Поразка   | 3–4   | Кві 2001 | Estoril Open, Португалія                          | International | Ґрунт      | Доналд Джонсон            | Радек Штепанек Міхал Табара              | 4–6, 1–6                          |
| Перемога  | 4–4   | Жов 2001 | Open Sud de France, Франція                       | International | Килим (i)  | Деніел Нестор             | Арно Клеман Себастьян Грожан             | 6–1, 6–2                          |
| Перемога  | 5–4   | Лют 2002 | U.S. National Indoor Championships, US            | Intl. Gold    | Тверде (i) | Браян Макфі               | Боб Браян Майк Браян                     | 6–3, 3–6, [10–4]                  |
| Перемога  | 6–4   | Бер 2003 | Delray Beach Open, US (3)                         | International | Тверде     | Леандер Паес              | Рамон Слюйтер Мартін Веркерк             | 7–5, 3–6, 7–5                     |
| Поразка   | 6–5   | Тра 2003 | Valencia Open, Іспанія                            | International | Ґрунт      | Браян Макфі               | Лукас Арнольд Кер Маріано Худ            | 1–6, 7–6(9–7), 4–6                |
| Поразка   | 6–6   | Тра 2003 | St. Pölten Grand Prix, Австрія                    | International | Ґрунт      | Саргис Саргсян            | Сімон Аспелін Массімо Бертоліні          | 4–6, 7–6(10–8), 3–6               |
| Перемога  | 7–6   | Жов 2003 | St. Petersburg Open, Росія                        | International | Тверде (i) | Юліан Ноул                | Міхаель Кольманн Райнер Шуттлер          | 7–6(7–1), 6–3                     |
| Перемога  | 8–6   | Кві 2004 | Мастерс Монте-Карло, Монако                       | Masters       | Ґрунт      | Тім Генман                | Гастон Етліс Мартін Родрігес             | 7–5, 6–2                          |
| Поразка   | 8–7   | Тра 2004 | Bavarian Championships, Німеччина                 | International | Ґрунт      | Юліан Ноул                | Джеймс Блейк Марк Мерклейн               | 2–6, 4–6                          |
| Поразка   | 8–8   | Лип 2004 | Вімблдонський турнір, UK                          | Grand Slam    | Трава      | Юліан Ноул                | Йонас Бйоркман Тодд Вудбрідж             | 1–6, 4–6, 6–4, 4–6                |
| Перемога  | 9–8   | Кві 2005 | Monte-Carlo Masters, Монако (2)                   | Masters       | Ґрунт      | Леандер Паес              | Боб Браян Майк Браян                     | Walkover                          |
| Перемога  | 10–8  | Кві 2005 | Відкритий чемпіонат Барселони з тенісу, Іспанія   | Intl. Gold    | Ґрунт      | Леандер Паес              | Фелісіано Лопес Рафаель Надаль           | 6–3, 6–3                          |
| Поразка   | 10–9  | Жов 2005 | Stockholm Open, Швеція                            | International | Тверде (i) | Леандер Паес              | Вейн Артурс Пол Генлі                    | 3–6, 3–6                          |
| Поразка   | 10–10 | Жов 2005 | Мастерс Мадрид, Іспанія                           | Masters       | Тверде (i) | Леандер Паес              | Марк Ноулз (тенісист) Деніел Нестор      | 6–3, 3–6, 2–6                     |
| Поразка   | 10–11 | Лис 2005 | Фінал ATP, КНР                                    | Masters Cup   | Килим (i)  | Леандер Паес              | Мікаель Льодра Фабріс Санторо            | 7–6(8–6), 3–6, 6–7(4–7)           |
| Перемога  | 11–11 | Січ 2006 | Sydney International, Австралія                   | International | Тверде     | Фабріс Санторо            | Франтішек Чермак Леош Фридль             | 6–1, 6–4                          |
| Поразка   | 11–12 | Кві 2006 | Monte-Carlo Masters, Монако                       | Masters       | Ґрунт      | Фабріс Санторо            | Йонас Бйоркман Мирний Максим Миколайович | 2–6, 6–7(2–7)                     |
| Перемога  | 12–12 | Чер 2006 | Halle Open, Німеччина                             | International | Трава      | Фабріс Санторо            | Міхаель Кольманн Райнер Шуттлер          | 6–0, 6–4                          |
| Поразка   | 12–13 | Лип 2006 | Wimbledon, UK                                     | Grand Slam    | Трава      | Фабріс Санторо            | Боб Браян Майк Браян                     | 3–6, 6–4, 4–6, 2–6                |
| Перемога  | 13–13 | Жов 2006 | Кубок Кремля, Росія                               | International | Килим (i)  | Фабріс Санторо            | Франтішек Чермак Ярослав Левинський      | 6–1, 7–5                          |
| Поразка   | 13–14 | Лис 2006 | Мастерс Париж, Франція                            | Masters       | Килим (i)  | Фабріс Санторо            | Арно Клеман Мікаель Льодра               | 6–7(4–7), 2–6                     |
| Перемога  | 14–14 | Січ 2007 | Qatar ExxonMobil Open, Катар                      | International | Тверде     | Михайло Южний             | Мартін Дамм Леандер Паес                 | 6–1, 7–6(7–3)                     |
| Перемога  | 15–14 | Бер 2007 | Dubai Tennis Championships, UAE                   | Intl. Gold    | Тверде     | Фабріс Санторо            | Магеш Бгупаті Радек Штепанек             | 7–5, 6–7(3–7), [10–7]             |
| Перемога  | 16–14 | Тра 2007 | Мастерс Рим, Італія                               | Masters       | Ґрунт      | Фабріс Санторо            | Боб Браян Майк Браян                     | 6–4, 6–7(4–7), [10–7]             |
| Поразка   | 16–15 | Чер 2007 | Halle Open, Німеччина                             | International | Трава      | Фабріс Санторо            | Сімон Аспелін Юліан Ноул                 | 4–6, 6–7(5–7)                     |
| Перемога  | 17–15 | Сер 2007 | Connecticut Open, US                              | International | Тверде     | Магеш Бгупаті             | Маріуш Фирстенберг Марцин Матковський    | 6–3, 6–3                          |
| Перемога  | 18–15 | Жов 2007 | St. Petersburg Open, Росія (2)                    | International | Килим (i)  | Деніел Нестор             | Юрген Мельцер Тодд Перрі                 | 6–1, 7–6(7–3)                     |
| Поразка   | 18–16 | Лис 2007 | Paris Masters, Франція                            | Masters       | Тверде (i) | Деніел Нестор             | Боб Браян Майк Браян                     | 3–6, 6–7(4–7)                     |
| Поразка   | 18–17 | Бер 2008 | Indian Wells Open, US                             | Masters       | Тверде     | Деніел Нестор             | Джонатан Ерліх Енді Рам                  | 4–6, 4–6                          |
| Поразка   | 18–18 | Тра 2008 | Italian Open, Італія                              | Masters       | Ґрунт      | Деніел Нестор             | Боб Браян Майк Браян                     | 6–3, 4–6, [8–10]                  |
| Перемога  | 19–18 | Тра 2008 | Hamburg European Open, Німеччина                  | Masters       | Ґрунт      | Деніел Нестор             | Боб Браян Майк Браян                     | 6–4, 5–7, [10–8]                  |
| Поразка   | 19–19 | Чер 2008 | Відкритий чемпіонат Франції з тенісу, Франція     | Grand Slam    | Ґрунт      | Деніел Нестор             | Пабло Куевас Луїс Орна                   | 2–6, 3–6                          |
| Перемога  | 20–19 | Чер 2008 | Queen's Club Championships, UK                    | International | Трава      | Деніел Нестор             | Марсело Мело Андре Са                    | 6–4, 7–6(7–3)                     |
| Перемога  | 21–19 | Лип 2008 | Wimbledon, UK                                     | Grand Slam    | Трава      | Деніел Нестор             | Йонас Бйоркман Кевін Ульєтт              | 7–6(14–12), 6–7(3–7), 6–3, 6–3    |
| Перемога  | 22–19 | Лип 2008 | Мастерс Канада, Канада                            | Masters       | Тверде     | Деніел Нестор             | Боб Браян Майк Браян                     | 6–2, 4–6, [10–6]                  |
| Перемога  | 23–19 | Лис 2008 | Tennis Masters Cup, КНР                           | Masters Cup   | Тверде (i) | Деніел Нестор             | Боб Браян Майк Браян                     | 7–6(7–3), 6–2                     |
| Поразка   | 23–20 | Січ 2009 | Катар Open, Катар                                 | 250 Series    | Тверде     | Деніел Нестор             | Марк Лопес Таррес Рафаель Надаль         | 6–4, 4–6, [8–10]                  |
| Поразка   | 23–21 | Січ 2009 | Sydney International, Австралія                   | 250 Series    | Тверде     | Деніел Нестор             | Боб Браян Майк Браян                     | 1–6, 6–7(3–7)                     |
| Перемога  | 24–21 | Лют 2009 | Rotterdam Open, Нідерланди                        | 500 Series    | Тверде (i) | Деніел Нестор             | Лукаш Длоуги Леандер Паес                | 6–2, 7–5                          |
| Перемога  | 25–21 | Кві 2009 | Monte-Carlo Masters, Монако (3)                   | Masters 1000  | Ґрунт      | Деніел Нестор             | Боб Браян Майк Браян                     | 6–4, 6–1                          |
| Перемога  | 26–21 | Кві 2009 | Barcelona Open, Іспанія (2)                       | 500 Series    | Ґрунт      | Деніел Нестор             | Магеш Бгупаті Марк Ноулз (тенісист)      | 6–3, 7–6(11–9)                    |
| Перемога  | 27–21 | Тра 2009 | Italian Open, Італія (2)                          | Masters 1000  | Ґрунт      | Деніел Нестор             | Боб Браян Майк Браян                     | 7–6(7–5), 6–3                     |
| Перемога  | 28–21 | Тра 2009 | Madrid Open, Іспанія                              | Masters 1000  | Ґрунт      | Деніел Нестор             | Сімон Аспелін Веслі Муді                 | 6–4, 6–4                          |
| Перемога  | 29–21 | Лип 2009 | Wimbledon, UK (2)                                 | Grand Slam    | Трава      | Деніел Нестор             | Боб Браян Майк Браян                     | 7–6(9–7), 6–7(3–7), 7–6(7–3), 6–3 |
| Перемога  | 30–21 | Сер 2009 | Мастерс Цинциннаті, US                            | Masters 1000  | Тверде     | Деніел Нестор             | Боб Браян Майк Браян                     | 3–6, 7–6(7–2), [15–13]            |
| Перемога  | 31–21 | Лис 2009 | Swiss Indoors, Швейцарія                          | 500 Series    | Тверде (i) | Деніел Нестор             | Боб Браян Майк Браян                     | 6–2, 6–3                          |
| Перемога  | 32–21 | Лис 2009 | Paris Masters, Франція                            | Masters 1000  | Тверде (i) | Деніел Нестор             | Марсель Гранольєрс Томмі Робредо         | 6–3, 6–4                          |
| Перемога  | 33–21 | Січ 2010 | Sydney International, Австралія (2)               | 250 Series    | Тверде     | Деніел Нестор             | Росс Гатчінс Джордан Керр                | 6–3, 7–6(7–5)                     |
| Поразка   | 33–22 | Січ 2010 | Відкритий чемпіонат Австралії з тенісу, Австралія | Grand Slam    | Тверде     | Деніел Нестор             | Боб Браян Майк Браян                     | 3–6, 7–6(7–5), 3–6                |
| Перемога  | 34–22 | Лют 2010 | Rotterdam Open, Нідерланди (2)                    | 500 Series    | Тверде (i) | Деніел Нестор             | Сімон Аспелін Paul Hanley                | 6–4, 4–6, [10–7]                  |
| Поразка   | 34–23 | Бер 2010 | Indian Wells Masters, US                          | Masters 1000  | Тверде     | Деніел Нестор             | Марк Лопес Таррес Рафаель Надаль         | 6–7(8–10), 3–6                    |
| Перемога  | 35–23 | Кві 2010 | Monte-Carlo Masters, Монако (4)                   | Masters 1000  | Ґрунт      | Деніел Нестор             | Магеш Бгупаті Мирний Максим Миколайович  | 6–3, 2–0 ret.                     |
| Перемога  | 36–23 | Кві 2010 | Barcelona Open, Іспанія (3)                       | 500 Series    | Ґрунт      | Деніел Нестор             | Ллейтон Г'юїтт Марк Ноулз (тенісист)     | 4–6, 6–3, [10-6]                  |
| Поразка   | 36–24 | Тра 2010 | Madrid Open, Іспанія                              | Masters 1000  | Ґрунт      | Деніел Нестор             | Боб Браян Майк Браян                     | 3–6, 4–6                          |
| Перемога  | 37–24 | Чер 2010 | French Open, Франція                              | Grand Slam    | Ґрунт      | Деніел Нестор             | Лукаш Длоуги Леандер Паес                | 7–5, 6–2                          |
| Перемога  | 38–24 | Жов 2010 | Vienna Open, Австрія (2)                          | 250 Series    | Тверде (i) | Деніел Нестор             | Маріуш Фирстенберг Марцін Матковський    | 7–5, 3–6, [10–5]                  |
| Поразка   | 38–25 | Лис 2010 | Swiss Indoors, Швейцарія                          | 500 Series    | Тверде (i) | Деніел Нестор             | Боб Браян Майк Браян                     | 3–6, 6–3, [3–10]                  |
| Перемога  | 39–25 | Лис 2010 | ATP World Tour Фінали, UK                         | Tour Фінали   | Тверде (i) | Деніел Нестор             | Магеш Бгупаті Мирний Максим Миколайович  | 7–6(8–6), 6–4                     |
| Поразка   | 39–26 | Лют 2011 | Rotterdam Open, Нідерланди                        | 500 Series    | Тверде (i) | Мікаель Льодра            | Юрген Мельцер Філіпп Пецшнер             | 4–6, 6–3, [5–10]                  |
| Поразка   | 39–27 | Тра 2011 | Madrid Open, Іспанія                              | Masters 1000  | Ґрунт      | Мікаель Льодра            | Боб Браян Майк Браян                     | 3–6, 3–6                          |
| Перемога  | 40–27 | Сер 2011 | Washington Open, US                               | 500 Series    | Тверде     | Мікаель Льодра            | Роберт Ліндстедт Горія Текеу             | 6–7(3–7), 7–6(8–6), [10–7]        |
| Перемога  | 41–27 | Сер 2011 | Canadian Open, Канада (2)                         | Masters 1000  | Тверде     | Мікаель Льодра            | Боб Браян Майк Браян                     | 6–4, 6–7(5–7), [10–5]             |
| Поразка   | 41–28 | Сер 2011 | Cincinnati Masters, US                            | Masters 1000  | Тверде     | Мікаель Льодра            | Магеш Бгупаті Леандер Паес               | 6–7(4–7), 6–7(2–7)                |
| Перемога  | 42–28 | Жов 2011 | China Open, КНР                                   | 500 Series    | Тверде     | Мікаель Льодра            | Роберт Ліндстедт Горія Текеу             | 7–6(7–2), 7–6(7–4)                |
| Поразка   | 42–29 | Жов 2011 | Мастерс Шанхай, КНР                               | Masters 1000  | Тверде     | Мікаель Льодра            | Мирний Максим Миколайович Деніел Нестор  | 6–3, 1–6, [10–12]                 |
| Перемога  | 43–29 | Лис 2011 | Swiss Indoors, Швейцарія (2)                      | 500 Series    | Тверде (i) | Мікаель Льодра            | Мирний Максим Миколайович Деніел Нестор  | 6–4, 7–5                          |
| Перемога  | 44–29 | Лют 2012 | Rotterdam Open, Нідерланди (3)                    | 500 Series    | Тверде (i) | Мікаель Льодра            | Роберт Ліндстедт Горія Текеу             | 4–6, 7–5, [16–14]                 |
| Перемога  | 45–29 | Вер 2012 | St. Petersburg Open, Росія (3)                    | 250 Series    | Тверде (i) | Ражів Рам                 | Лукаш Лацко Ігор Зеленай                 | 6–2, 4–6, [10–6]                  |
| Поразка   | 45–30 | Жов 2012 | Stockholm Open, Швеція                            | 250 Series    | Тверде (i) | Роберт Ліндстедт          | Марсело Мело Бруно Соарес                | 7–6(7–4), 5–7, [6–10]             |
| Перемога  | 46–30 | Жов 2012 | Swiss Indoors, Швейцарія (3)                      | 500 Series    | Тверде (i) | Деніел Нестор             | Трет Г'юї Домінік Інглот                 | 7–5, 6–7(4–7), [10–5]             |
| Перемога  | 47–30 | Лют 2013 | Rotterdam Open, Нідерланди (4)                    | 500 Series    | Тверде (i) | Роберт Ліндстедт          | Тіємо де Баккер Єссе Гута Ґалунґ         | 5–7, 6–3, [10–8]                  |
| Поразка   | 47–31 | Бер 2013 | Dubai Tennis Championships, UAE                   | 500 Series    | Тверде     | Роберт Ліндстедт          | Магеш Бгупаті Мікаель Льодра             | 6–7(6–8), 6–7(6–8)                |
| Перемога  | 48–31 | Кві 2013 | Monte-Carlo Masters, Монако (5)                   | Masters 1000  | Ґрунт      | Жульєн Беннето            | Боб Браян Майк Браян                     | 4–6, 7–6(7–4), [14–12]            |
| Перемога  | 49–31 | Сер 2013 | Washington Open, US (2)                           | 500 Series    | Тверде     | Жульєн Беннето            | Марді Фіш Радек Штепанек                 | 7–6(7–5), 7–5                     |
| Перемога  | 50–31 | Січ 2014 | Sydney International, Австралія (3)               | 250 Series    | Тверде     | Деніел Нестор             | Роган Бопанна Айсам-уль-Хак Куреші       | 7–6(7–3), 7–6(7–3)                |
| Поразка   | 50–32 | Бер 2014 | Dubai Tennis Championships, UAE                   | 500 Series    | Тверде     | Деніел Нестор             | Роган Бопанна Айсам-уль-Хак Куреші       | 4–6, 3–6                          |
| Поразка   | 50–33 | Кві 2014 | Barcelona Open, Іспанія                           | 500 Series    | Ґрунт      | Деніел Нестор             | Джессі Гута Ґалунґ Стефан Робер          | 3–6, 3–6                          |
| Перемога  | 51–33 | Тра 2014 | Madrid Open, Іспанія (2)                          | Masters 1000  | Ґрунт      | Деніел Нестор             | Боб Браян Майк Браян                     | 6–4, 6–2                          |
| Перемога  | 52–33 | Тра 2014 | Italian Open, Італія (3)                          | Masters 1000  | Ґрунт      | Деніел Нестор             | Робін Гаасе Фелісіано Лопес              | 6–4, 7–6(7–2)                     |
| Перемога  | 53–33 | Жов 2014 | Swiss Indoors, Швейцарія (4)                      | 500 Series    | Тверде (i) | Вашек Поспішил            | Марін Драганя Генрі Контінен             | 7–6(15–13), 1–6, [10–5]           |
| Поразка   | 53–34 | Лют 2015 | Dubai Tennis Championships, UAE                   | 500 Series    | Тверде     | Айсам-уль-Хак Куреші      | Роган Бопанна Деніел Нестор              | 4–6, 1–6                          |
| Поразка   | 53–35 | Тра 2015 | Madrid Open, Іспанія                              | Masters 1000  | Ґрунт      | Марцін Матковський        | Роган Бопанна Флорін Мерджа              | 2–6, 7–6(7–5), [9–11]             |
| Поразка   | 53–36 | Чер 2015 | Queen's Club Championships, UK                    | 500 Series    | Трава      | Марцін Матковський        | П'єр-Юг Ербер Ніколя Маю                 | 2–6, 2–6                          |
| Поразка   | 53–37 | Сер 2015 | Cincinnati Masters, US                            | Masters 1000  | Тверде     | Марцін Матковський        | Деніел Нестор Едуар Роже-Васслен         | 2–6, 2–6                          |
| Перемога  | 54–37 | Лют 2017 | Sofia Open, Болгарія                              | 250 Series    | Тверде (i) | Віктор Троїцький          | Михайло Єлгін Андрій Кузнєцов            | 6–4, 6–4                          |

## Зовнішні посилання
- Досьє на сайті Асоціації тенісистів-професіоналів

## Виноски
1. 1 2  Collins B. The Bud Collins History of Tennis: An Authoritative Encyclopedia and Record Book — 2 — NYC: New Chapter Press, 2010. — P. 678. — ISBN 978-0-942257-70-0

| Тенісист | Це незавершена стаття про тенісиста чи тенісистку. Ви можете допомогти проєкту, виправивши або дописавши її. |